# Месьє Азнавур
«Месьє Азнавур» — франко-бельгійський біографічний фільм про життя французького шансоньє, поета, композитора і актора Шарля Азнавура. 

## Сюжет
Картина розповідає про те, як син бідних вірменських біженців стає символом Франції, долаючи бідність, расизм та нещадну критику.

## З'йомки
Продюсером фільму виступив Жан-Рашид Каллуш, одружений на доньці Азнавура Каті. Це міжнародна копродукція Франції та Бельгії.
Фільм зняли Мехді Ідір і Гран Кор Маляд, які разом працювали над сценарієм і режисурою. Шарль Азнавур особисто обрав їх для створення своєї кінобіографії незадовго до смерті у 2018 році. У зборі матеріалів допомагали його сини.

## Актори
Виконавець головної ролі, Тахар Рахім, присвятив сотні годин прослуховуванню записів Азнавура, відточуючи його міміку та жести. Особливу увагу приділили також грі актора на фортепіано.

## Прокат
Фільм вийшов у прокат у Франції на кінотеатрах Pathé 23 жовтня 2024 року.
В Україні фільм вперше демонструвався в грудні 2024 в київському кінотеатрі «Жовтень» в рамках фестивалю «Вечори французького кіно», організованого кінодистрибуторсьькою компанією «Артхаус Трафік» за підтримки Французького інституту в Україні та Ukrsibbank BNP Paribas Group.